# Singhiella subrotunda
Singhiella subrotunda là một loài côn trùng cánh nửa trong họ Aleyrodidae, phân họ Aleyrodinae.
Singhiella subrotunda được Takahashi miêu tả khoa học đầu tiên năm 1935.